# Малі Горки
Малі Го́рки (рос. Малые Горки, ерз. Малые Горки) — присілок у складі Ардатовського району Мордовії, Росія. Входить до складу Сілінського сільського поселення.

## Населення
Населення — 38 осіб (2010; 43 у 2002).
Національний склад (станом на 2002 рік):
- росіяни — 100 %